# Robert Andrews Millikan

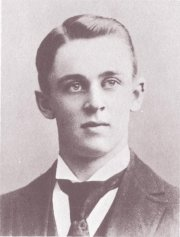
Robert Andrews Millikan

Robert Andrews Millikan (* 22. März 1868 in Morrison, Illinois; † 19. Dezember 1953 in San Marino bei Pasadena, Kalifornien) war ein US-amerikanischer Physiker.
Millikan erhielt 1923 den Nobelpreis für Physik für seine berühmten Öltröpfchen-Experimente (Millikan-Versuch), mit denen er die Elementarladung eines Elektrons ermittelte, sowie für seinen Beitrag zur Erforschung des photoelektrischen Effekts.

## Biographie
Robert Andrews Millikan wurde 1868 als Sohn eines Geistlichen geboren. Nachdem er kurze Zeit als Gerichtsstenograph gearbeitet hatte, begann er 1886 am Oberlin College (Ohio) zu studieren. Zunächst studierte er Mathematik und Griechisch, danach absolvierte er einen mehrwöchigen Physikkurs und betätigte sich nach seinem Abschlussexamen als Physiklehrer. 1895 promovierte er an der Columbia University mit einer Arbeit über die Polarisation des Lichtes, das von glühenden festen und flüssigen Oberflächen ausgeht. Anschließend ging er auf Anraten seines Doktorvaters für ein Jahr nach Deutschland, wo er an den Universitäten in Berlin und Göttingen bei den künftigen Nobelpreisträgern Max Planck und Walther Nernst seine Kenntnisse vertiefte. 1896 kehrte er in die USA zurück, wo er Assistent bei Albert A. Michelson und 1910 Professor für Physik an der University of Chicago wurde. Um 1898/99 arbeitete er dort auch mit Edna Carter zusammen. In Chicago untersuchte er die Radioaktivität von Uran und die elektrischen Entladungen in Gasen.

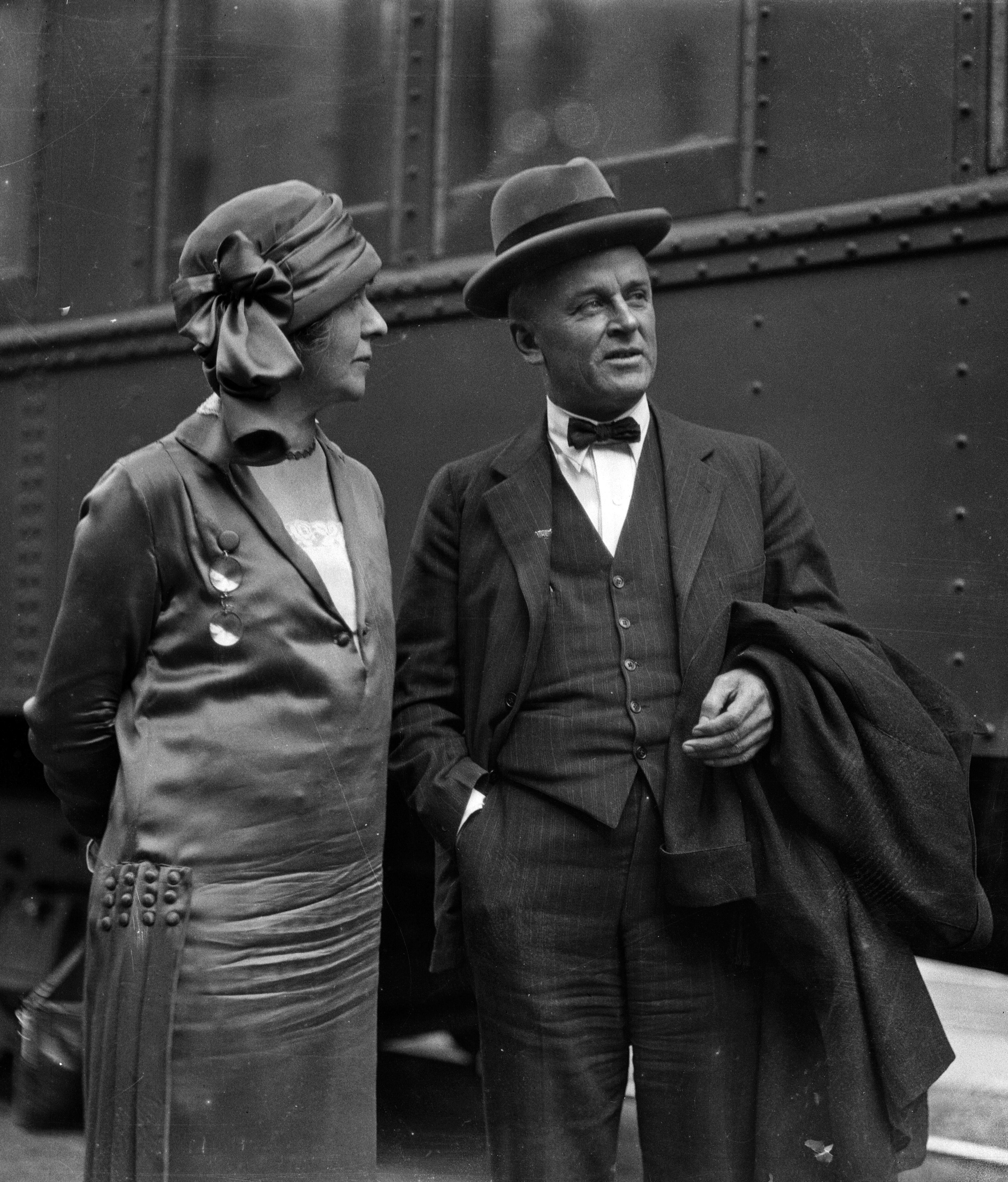
Milikan mit seiner Frau Greta in Los Angeles

1902 heiratete er Greta Blanchard. Mit ihr hatte er die drei Söhne Clark, Glenn und Max, die später ebenfalls angesehene Akademiker wurden.
1909 begann Millikan ein Forschungsprogramm zur Bestimmung der elektrischen Ladung von Elektronen. Zuerst benutzte er für seine Experimente die damals übliche Tröpfchenmethode, später die Öltröpfchen-Methode, die für die Bestimmung der Elementarladung besser geeignet war, weil sich Öltröpfchen im Vergleich zu Wassertröpfchen als viel stabiler erwiesen. Bei diesen Messungen gelang es ihm, die Einheit der kleinsten elektrischen Ladung zu bestimmen, die er mit „e“ bezeichnete. 1910 veröffentlichte er seine erste Arbeit über 38 Ladungsmessungen an Einzeltröpfchen, die auf großes Interesse, aber auch auf Kritik stieß. Um diese Einwände zu entkräften, veröffentlichte er drei Jahre später eine zweite Arbeit zur experimentellen Bestimmung der elektrischen Elementarladung e, deren Ergebnisse jedoch wiederum angezweifelt wurden (siehe unten). Im Jahre 1913 wurde er erster Preisträger des Comstock-Preis für Physik. 1914 wurde er in die American Academy of Arts and Sciences sowie die American Philosophical Society und 1915 in die National Academy of Sciences gewählt.
Während des Ersten Weltkrieges war Millikan zusammen mit George Ellery Hale in der Planung und Organisation des National Research Council tätig.
Millikan stand der Lichtquantenhypothese, mit der Albert Einstein 1905 den photoelektrischen Effekt hatte deuten können, skeptisch gegenüber und wollte Einsteins Interpretation durch genauere Messungen prüfen. Entgegen seiner Erwartung zeigten seine Messungen in einem Gegenfeld mit überzeugender Präzision, dass Einsteins Gleichungen stimmen und es sich bei der darin auftretenden Konstante wirklich um die Planck-Konstante handelt.
In seinem 1918 veröffentlichten Buch „Das Elektron“ behauptete Millikan, dass seine Messungen zur Elementarladung präziser als die der Konkurrenz seien, da die Werte nur sehr wenig streuten. Diese Arbeit wurde zur Grundlage seines späteren Ruhms und seiner Auszeichnung mit dem Nobelpreis im Jahre 1923.

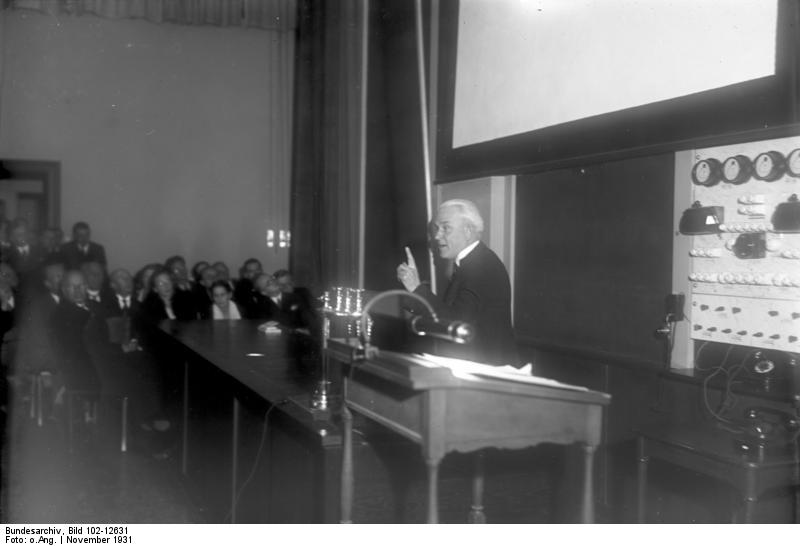
Millikan im Harnack-Haus der Kaiser-Wilhelm-Gesellschaft in Berlin (1931)

Ab 1921 war er Chairman (Hauptverwalter) im Verwaltungsrat des California Institute of Technology (bis 1946) und Direktor des Norman Bridge Laboratoriums für Physik in Pasadena (Kalifornien). Hier begannen unter seiner Leitung umfangreiche Arbeiten über die kosmische Strahlung, die von Millikans Schüler Carl David Anderson mit großem Erfolg fortgesetzt wurden. Im Jahr 1922 verlieh ihm das American Institute of Electrical Engineers (AIEE) die Edison-Medaille. 1926 wurde er zum auswärtigen Mitglied der Göttinger Akademie der Wissenschaften, 1932 zum Mitglied der Leopoldina und im Dezember 1934 zum assoziierten Mitglied der Königlichen Akademie von Belgien gewählt.
In der Internationalen Kommission für geistige Zusammenarbeit, einem Gremium des Völkerbunds, vertrat er die USA, die dem Bund nicht angehörten.
Bis er sich 1946 in den Ruhestand begab, nahm er noch verschiedene Stellen an anderen Universitäten an. Er schrieb zahlreiche Bücher, in denen er sich unter anderem mit Religion und Naturwissenschaft auseinandersetzte, sowie mehrere Lehrbücher.
Nach ihm ist der Mondkrater Millikan benannt.

## Vorwürfe wissenschaftlichen Fehlverhaltens
Nach Millikans Tod wurden Vorwürfe wissenschaftlichen Fehlverhaltens laut. 1978 stellte der Wissenschaftshistoriker Gerald Holton fest, dass Millikan die Ergebnisse seiner Experimente zur Feststellung der Elementarladung von Elektronen geschönt hatte. Er hatte nicht, wie in seiner Arbeit von 1913 ausdrücklich betont, 28 aufeinanderfolgende Messungen publiziert, sondern unter allen Messdaten diejenigen ausgewählt, die seinen Erwartungen entsprachen, während die anderen nicht erwähnt wurden. Durch diese Vorgehensweise hätte er die Vorwürfe seines schärfsten Kritikers, des österreichischen Physikers Felix Ehrenhaft, der ähnliche Messungen durchführte, jedoch sehr stark streuende Werte erhielt, entkräften können. Alle Versuche Ehrenhafts, die von Millikan durchgeführten präzisen Messungen zu wiederholen, misslangen, was dazu führte, dass Ehrenhaft sich von diesem Forschungsgebiet abwandte. Andererseits hatte Ehrenhaft viel zu kleine Werte der Elementarladung erhalten, teilweise mit Werten von einem Tausendstel. Seine Werte entsprachen also eher einer damals verbreiteten These einer kontinuierlichen Ladungsverteilung und nicht einer Quantisierung wie bei Millikan. In der sich ab etwa 1910 bis 1916 entspannenden Auseinandersetzung von Millikan mit Ehrenhaft (als Kampf um das Elektron bekannt) setzte sich schließlich Millikan durch. Die Auswertungsmethoden von Millikan sind von anderen Wissenschaftshistorikern wie Allan Franklin und David Goodstein verteidigt worden.
1982 kamen die Aufzeichnungen von Millikans Studenten Harvey Fletcher ans Licht, in denen er seinen wesentlichen Anteil am Öltröpfchen-Experiment darstellt. Er habe mit Millikan aber eine Abmachung getroffen, dass sein Name in der Veröffentlichung zum Millikan-Versuch weggelassen würde und dafür Arbeiten zur Brownschen Bewegung allein unter seinem Namen erscheinen würde, so dass sie Grundlage seiner Doktorarbeit werden konnten (die ein summa cum laude erhielt). Fletcher blickte auf die Vereinbarung ohne Bitterkeit zurück, da Millikan ihm zuvor die Aufnahme als Doktorand erst ermöglicht hatte, sie weiter befreundet blieben und Millikan ihm auch Jobs nach der Universität vermittelte.

## Schriften
- mit Henry Gordon Gale, Edwin Sherwood Bishop: Laboratory course in physics for secondary schools. Ginn, Boston MA u. a. 1906, (Digitalisat).
- The Isolation of an Ion, a Precision Measurement of its Charge, and the Correction of Stokes’s Law. In: Physical Review. Series 1, Band 32, Nummer 4, April 1911, S. 349–397, doi:10.1103/PhysRevSeriesI.32.34.
- On the Elementary Electrical Charge and the Avogadro Constant. In: Physical Review. Series 2,  Band 2, Nummer 2, August 1913, S. 109–143, doi:10.1103/PhysRev.2.109.
- The Electron. Its Isolation and Measurements and the Determination of Some of its Properties. The University of Chicago Press, Chicago IL 1917, (Digitalisat).
- mit Henry Gordon Gale, Willard R. Pyle: Practical Physics. Ginn, Boston MA u. a. 1922, (Digitalisat).
- The Autobiography of Robert A. Millikan. Prentice-Hall, New York NY 1950.